# Gaodaping
Gaodaping (kinesiska: 高大坪, 高大坪乡) är en socken i Kina. Den ligger i provinsen Guizhou, i den sydvästra delen av landet, omkring 150 kilometer norr om provinshuvudstaden Guiyang. Antalet invånare är 30059. Befolkningen består av 14 843 kvinnor och 15 216 män. Barn under 15 år utgör 29,0 %, vuxna 15-64 år 62 %, och äldre över 65 år 8,0 %.